# Crowthorne
Crowthorne – wieś w Wielkiej Brytanii, w Anglii, w regionie South East England, w hrabstwie Berkshire. W 2011 miejscowość zamieszkiwało 6902 osób.